# Camponotus festinus
Camponotus festinus är en myrart som först beskrevs av Smith 1857.  Camponotus festinus ingår i släktet hästmyror, och familjen myror.

## Underarter
Arten delas in i följande underarter:
- C. f. cetegus
- C. f. diligens
- C. f. eximius
- C. f. festinus
- C. f. inezae
- C. f. simaluranus